# Карденес, Андрес
Андрес Карденес (исп. Andrés Cárdenes; род. 2 мая 1957) — американский скрипач кубинского происхождения.
Ученик Джозефа Гингольда. Привлёк к себе международное внимание, получив третью премию на Международном конкурсе имени Сибелиуса (1980) и вторую на Международном конкурсе имени Чайковского (1982).
В середине 1980-х играл в симфонических оркестрах Сан-Диего и Юты, затем отказался от работы в оркестре ради сольной карьеры, однако в 1987 г. Лорин Маазель убедил Карденеса вернуться за концертмейстерский пульт, сперва на временной основе, а затем и постоянно: в 1989—2010 гг. Карденес был концертмейстером Питсбургского симфонического оркестра, проведя в этом качестве около 1500 концертов. Среди наиболее запомнившихся Карденес называет выступление оркестра в 1989 г. в Москве на открытии Еврейского общинного центра. В то же время Карденес неоднократно выступал с оркестром как солист — в том числе при премьерном исполнении концерта для скрипки с оркестром Дэвида Стока, написанного к столетию оркестра. Работа Карденеса как концертмейстера получила высокую оценку специалистов — в частности, Анне-Софи Муттер называет его «более чем отличным скрипачом», отмечая «прирождённое чувство фразировки».
Среди сольных записей Карденеса — сочинения Сэмюэла Барбера, Аарона Копленда, Леонардо Балаты и других, прежде всего американских, композиторов.